# Nausithoe
Nausithoe is een geslacht van neteldieren uit de familie van de Nausithoidae.

## Soorten
- Nausithoe albatrossi (Maas, 1897)
- Nausithoe atlantica Broch, 1914
- Nausithoe aurea Da Silveira & Morandini, 1997
- Nausithoe challengeri (Haeckel, 1880)
- Nausithoe clausi Vanhöffen, 1892
- Nausithoe eumedusoides (Werner, 1974)
- Nausithoe globifera Broch, 1914
- Nausithoe hagenbecki Jarms, 2001
- Nausithoe limpida Hartlaub, 1909
- Nausithoe maculata Jarms, 1990
- Nausithoe marginata Kölliker, 1853
- Nausithoe picta Agassiz & Mayer, 1902
- Nausithoe planulophora (Werner, 1971)
- Nausithoe planulophorus (Werner, 1971)
- Nausithoe punctata Kölliker, 1853
- Nausithoe racemosa (Komai, 1936)
- Nausithoe rubra Vanhöffen, 1902
- Nausithoe sorbei Jarms, Tiemann & Prados, 2003
- Nausithoe striata (Vanhöffen, 1910)
- Nausithoe thieli Jarms, 1990
- Nausithoe werneri Jarms, 1990